# Eumerus macquarti
Eumerus macquarti är en tvåvingeart som beskrevs av Ferguson 1926. Eumerus macquarti ingår i släktet månblomflugor, och familjen blomflugor. Inga underarter finns listade i Catalogue of Life.